# Staro Selo (Jegunovce)
Staro Selo (makedonsky: Старо Село) je vesnice v Severní Makedonii. Nachází se v opštině Jegunovce v Položském regionu.

## Historie

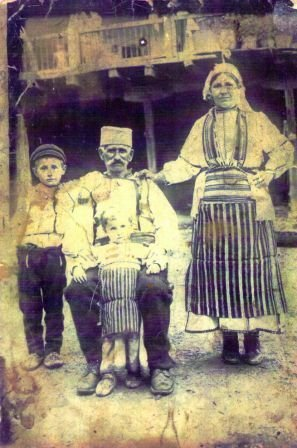
Rodina z vesnice Staro Selo na počátku 20. století

Vesnice je poprvé písemně zmíněna v osmanských daňových záznamech z let 1627/28 pod názvem Istarosel (turecká verze názvu) a čítala 54 domácností.
Podle záznamů Vasila Kančova zde v roce 1900 žilo 215 obyvatel makedonské národnosti.

## Demografie
Podle sčítání lidu z roku 2021 žije ve vesnici 185 obyvatel, etnické skupiny jsou:
- Makedonci – 169
- Srbi – 6
- ostatní – 10

| Rok          | 1900 | 1905 | 1929 | 1948 | 1953 | 1961 | 1971 | 1981 | 1991 | 1994 | 2002 | 2021 |
| ------------ | ---- | ---- | ---- | ---- | ---- | ---- | ---- | ---- | ---- | ---- | ---- | ---- |
| Obyvatelstvo | 215  | 240  | 296  | 412  | 428  | 424  | 454  | 538  | 407  | 230  | 217  | 185  |

## Kulturní stavby
- Kostel sv. Jiří
- Kostel sv. Spyridona